# Blues to the Bush
Albums de The Who
BBC Sessions
(2000) Encore Series 2002
(2002)
Blues to the Bush est un album en public de The Who qui a été enregistré à la House of Blues de Chicago les 12 et 13 novembre 1999, et à l'Empire Theatre, Shepherd's Bush les 22 et 23 décembre 1999. Cet album a été exclusivement distribué via le site MusicMaker.com (maintenant fermé). Il peut encore être trouvé sur des sites de téléchargement et de vente d'occasion.

## Titres

### Disque 1
1. I Can't Explain - 2:37
2. Substitute - 3:16
3. Anyway, Anyhow, Anywhere (Pete Townshend, Roger Daltrey) - 4:08
4. Pinball Wizard - 2:56
5. My Wife (John Entwistle) - 7:54
6. Baba O'Riley - 5:27
7. Pure and Easy - 6:06
8. You Better You Bet - 5:39
9. I'm a Boy - 2:55
10. Getting in Tune - 5:09
11. The Real Me - 4:03

### Disque 2
1. Behind Blue Eyes - 3:46
2. Magic Bus - 9:19
3. Boris the Spider (John Entwistle) - 2:35
4. After the Fire - 4:49
5. Who Are You - 6:32
6. 5:15 - 8:35
7. Won't Get Fooled Again - 8:53
8. The Kids Are Alright - 2:16
9. My Generation - 9:20

Tous les morceaux ont été écrits par Pete Townshend à l'exception de ceux pour lesquels le compositeur a été indiqué.

## Interprètes
The Who
- Roger Daltrey: chant (voix principale), harmonica, guitare acoustique
- John Entwistle: guitare basse, chant
- Pete Townshend: guitare principale, guitare acoustique, chant

Musiciens additionnels
- John "Rabbit" Bundrick: piano, clavier, chœur
- Zak Starkey: percussions

Création de la pochette et direction artistique par Richard Evans

## Source de la traduction
- (en) Cet article est partiellement ou en totalité issu de l’article de Wikipédia en anglais intitulé « Blues to the Bush » (voir la liste des auteurs).